# バベル-17
バベル-17（Babel-17、BABEL 17との表記もある）は、アメリカ合衆国のSF作家サミュエル・R・ディレイニーによる1966年の長編SF小説。
1967年に「アルジャーノンに花束を」とともにネビュラ賞長編部門を受賞し、また同年ヒューゴー賞の最優秀小説賞にもノミネートされた。

## あらすじ

### 第1部 リドラ・ウォン
人類を含む3つの星間種族からなる同盟と他の4つの種族からなるインベーダーは長い戦争を続けていた。同盟に対する破壊工作が行われる直前に必ず記録される謎の通信はバベル-17と名付けられたが、誰も解読することが出来なかった。天才的な言語学者で著名な詩人でもあるリドラ・ウォンはその解読を依頼され、敵がどうやって戦略的拠点に侵入しているのかを調べるため、宇宙船ランボー号と多彩な乗組員を雇用する。船内にいると思われる裏切り者の妨害工作に悩まされながらもリドラは探索を続ける。

### 第2部 ヴェル・ドルコ
ランボー号の一行はインベーダーの次の標的と思われる宇宙ステーション・アームセッジ星兵器廠に到着する。兵器廠長のヴェル・ドルコ男爵に歓待を受ける一行。職員の慰労を兼ねた歓迎パーティーの最中、誰も知らずに起動していた人造人間TW-55によって男爵が暗殺される。ランボー号に退避する一行だったが、妨害工作によって跳躍目標を定めずに超静止空間ジャンプが行われ、意識を失う。

### 第3部 ジェベル・タリク
リドラたちが気がつくと、シャドウ・シップ（私掠船）「ジェベル・タリク」号に保護されていた。船長のジェベル・タリクはリドラと一行を歓迎する。ジェベルの副官ブッチャーは奇妙な男だった。
リドラはバベル-17の辞書を完成させ、バベル-17で思考することができるようになる。インベーダー戦艦との遭遇戦をバベル-17による思考で勝利するが、ジェベル・タリク号は損傷をうける。リドラ一行はブッチャーを加え、ジェベル･タリク号の戦闘艇を盗んで同盟軍本部を目指す。

### 第4部 ザ・ブッチャー
リドラはブッチャーが、＜わたし＞と＜あなた＞の無い言語を話していることと、それがバベル-17と同じであることに気づく。リドラとブッチャーはテレパシーによって意識を共有する。

### 第5部 マルクス・トゥムワルバ
リドラとブッチャーは意識を共有した状態で同盟軍司令部に戻る。
リドラが残した「バベル-17で記述されたパラドックス」をブッチャーの脳に流し込むことで、マルクスは二人の意識を分離する。ブッチャーの素性と破壊工作の謎が解かれ、リドラとブッチャー、クルー一行は戦艦をくすねて同盟軍本部を脱出する。リドラは戦争を終わらせるため、バベル-17の改訂版＜バベル-18＞を作る。

## 用語
バベル-17
同盟に対する破壊工作が行われる直前に必ず記録される謎の通信。
高度に論理的な人工言語で、少ない語数で高度かつ複雑な事象や概念を表現することができる。
プログラミング言語（オンオフ、アルゴル、フォートラン）に似て、一人称／二人称が存在しない。
「敵」に対する攻撃欲求が本質的に組み込まれており、これを学ぶものの心に自己充足的な分裂性人格をプログラムし、自己催眠によって補強する。
美容整形
合成された多様な形状の生体パーツ（整形原形質）を移植して人体を装飾する。作中には、毛皮やたてがみ、うろこ、鉤爪や蹴爪、半透明な皮膚、肩関節に埋め込まれた籠から顔を出して小さな火を吹くドラゴンなどが登場する。
イメージはボディピアスやタトゥーなどを含む肉体改造に近い。
パイロット
肉体的に宇宙船と結合し、超静止空間（ハイパーステイシス）と格闘するため、怪獣じみた肉体の持ち主が多く、操縦の腕を誇示するために内部重力が変動する球形の格闘場を用いたレスリングが行われる。
霊体人（ディスコーポレイト）
人格を保ったまま肉体を失った乗組員。死んでも霊体として保存され、その精神機能を活かす。超静止空間は通常の知覚では認識できないため、彼らの感覚が重要になる。船長は彼らの感覚を翻訳する感覚ヘルメットを装着して、超静止空間から通常空間を認識する。

## 主要登場人物

### ランボー号
リドラ・ウォン
26歳。詩人、言語学者、暗号解読のエキスパート。宇宙船「ランボー」号の船長。
ブラス
ランボー号のパイロット。身長10フィート。剣歯虎 のような牙と6インチのカギ爪を持つ。黄色の毛皮とたてがみ、金色の眼。
モリヤ・トゥワ
第一航宙士。パン・アフリカのヌゴンダ出身の少女
カリ
第二航宙士。手のひらに航宙メーターを埋め込んでいる。緑の眼。
ロン
第三航宙士。
やせた小男。溶けた蝋のような半透明の皮膚、肩にバラの花を生やしている。亜麻色の髪、サファイヤ色の眼。
＜目＞＜耳＞＜鼻＞
霊体人（ディスコーポレイト）
＜監督＞
＜機関兵＞たちを統率する。身長5フィート9インチ、体重270ポンド。黒い髪とひげ、黒い眼。
ディアバロ
17歳。コック。小柄なアルビノ。額に二本の角、尻尾を持つ。白い髪。

### アームセッジ星兵器廠
ヴェル・ドルコ男爵
同盟軍兵器廠長。大規模破壊兵器から潜入工作用の人造人間、暗器のような携行武器など様々な兵器類を開発している。

### ジェベル・タリク号
ジェベル・タリク
スペセルリ断層で活動するシャドウ・シップ（私掠船）「ジェベル・タリク」号の船長。
ブッチャー
タリクの副官。両手首の内側と足首のアキレス腱側に蹴爪を移植している。片腕の二頭筋の周囲にティティン星の懲罰洞の囚人マーク（みみず腫れのような赤い肉のバンド）がある。
クリク
道化師。痩せぎすで、「美容整形技術のとほうもないごった煮」のような容姿をしている。
ジェフリー・コード
ジェベルに対する反乱を企てるが、バベル=17で思考中のリドラに見破られ、ブッチャーによって粛清される。

### その他
X・J・フォレスター将軍
同盟軍司令官
マルクス・トゥムワルバ博士
リドラの精神医学顧問。リドラが12歳の頃から精神分析を担当している。リドラからはモッキーと呼ばれている。
ダニル・D・アプルビー
税関職員。リドラがランボー号のクルーを集めるのに協力する。

## 日本語訳
- 『バベル=17』（岡部宏之訳、早川書房、ハヤカワSFシリーズ）
- 『バベル-17』（岡部宏之訳、早川書房、ハヤカワ文庫SF）　ISBN 978-4150102487

1970年のハヤカワSFシリーズ（いわゆる銀背）のタイトル表記では「バベル=17」とイコールが用いられているが、1977年のハヤカワ文庫Sでは「バベル-17」と、ハイフンが用いられている。